# Бишагач

Бишагач — река в России, протекает в Ишимбайском районе Республике Башкортостан. Устье реки находится в 51 км по правому берегу реки Селеук. Длина реки составляет 12 км.
Начинается в лесистой местности.
На 2 км а/д Биксяново — Сайраново есть мост

## Данные водного реестра
По данным государственного водного реестра России относится к Камскому бассейновому округу, водохозяйственный участок реки — Белая от города Стерлитамак до водомерного поста у села Охлебино, без реки Сим, речной подбассейн реки — Белая. Речной бассейн реки — Кама.
По данным геоинформационной системы водохозяйственного районирования территории РФ, подготовленной Федеральным агентством водных ресурсов:
- Код водного объекта в государственном водном реестре — 10010200712111100018395
- Код по гидрологической изученности (ГИ) — 111101839
- Код бассейна — 10.01.02.007
- Номер тома по ГИ — 11
- Выпуск по ГИ — 1